# 2 Chainz
2 Chainz, pseudonimo di Tauheed Epps (College Park, 12 settembre 1977), è un rapper, produttore discografico e cantautore statunitense.
Ha fatto parte del duo musicale Playaz Circle come Tity Boi, insieme al rapper Earl Conyers (Dolla Boy).

## Biografia
2 Chainz è nato a College Park, in Georgia. Ha frequentato la North Clayton High School, dove ha giocato a basket e si è laureato in seconda della sua categoria. Mentre frequentava il liceo, spacciava marijuana ed è stato arrestato per possesso di cocaina quando aveva 15 anni. In seguito ha frequentato la Alabama State University, dove ha giocato con la sua squadra di basket per la stagione 1996-1997. Quando gli è stato chiesto da Rolling Stone se si era laureato alla Alabama State con un punteggio di 4,0 GPa cosa ampiamente riportata su molte fonti tra cui Wikipedia, 2 Chainz ha detto: "Non credere a nulla sul Wack-ipedia. C'è un sacco di roba falsa lì, al punto che ogni volta che cerco di risolvere una questione, viene fuori un'altra cosa. In realtà ho frequentato la Alabama State solo per il mio anno da matricola e poi mi sono trasferito alla Virginia State University, a causa di circostanze che credo sia riluttante parlarne. Ho avuto qualche problema, sono andato da un'altra parte, e poi sono tornato. Mi sono laureato, e basta''.
Nel 1997 inizia l'attività di musicista come membro del duo musicale Playaz Circle insieme a Earl Conyers (noto come Dolla Boy), mentre Epps adotta lo pseudonimo Tity Boy. Dopo la pubblicazione dell'album indipendente United We Stand, United We Fall (2002) il duo collabora con Ludacris in alcune produzioni.
Il disco Supply & Demand esce nell'ottobre 2007, accompagnato dal singolo Duffle Bag Boy, in cui partecipa Lil Wayne. Nel settembre 2009 viene pubblicato Flight 360: The Takeoff.
Agli inizi del 2011 Tity Boy decide di cambiare pseudonimo e sceglie 2 Chainz. Successivamente pubblica il mixtape T.R.U. REALigion. Collabora con diversi artisti della scena hip hop e non americana come Nicki Minaj (in Beez in the Trap) e Kanye West (in Mercy).
Nel febbraio 2012, Epps ha firmato un contratto discografico con Def Jam Recordings. L'agosto successivo ha pubblicato il suo album di debutto in studio Based on a T.R.U. Story, che ha avuto recensioni contrastanti. L'album ha generato tre singoli di successo: "No Lie", "Birthday Song" e "I'm Different", tutti classificati nella top 50 della Billboard Hot 100 e certificati Gold dalla RIAA. Il suo secondo album in studio BOATS II: Me Time è stato prodotto l'11 settembre 2013; supportato dai singoli principali "Feds Watching" e "Used 2". Epps ha iniziato a lavorare con la rete TV Viceland in uno spettacolo chiamato Most Expensivest, che ha debuttato il 15 novembre 2017 e mandato in onda 3 stagioni.
Nel marzo 2012 annuncia il suo disco solista intitolato Based on a T.R.U. Story e pubblicato nell'agosto seguente. Il singolo No Lie contiene un featuring del canadese Drake e viene pubblicato in maggio. Il disco ottiene un ottimo successo entrando nella Billboard 200 direttamente al primo posto. L'artista riceve 13 nomination ai BET Hip Hop Awards e una ai 55esimi Grammy Award nella categoria "Best Rap Album".
Nel maggio 2013 annuncia il suo secondo disco, B.O.A.T.S. II: Me Time. Il primo singolo estratto viene pubblicato il 2 giugno dello stesso anno: si tratta di Feds Watching, a cui collabora Pharrell Williams. Nello stesso album, pubblicato il 10 settembre 2013, sono presenti importanti featuring: Pusha T, Chrisette Michele, Lil Wayne, Fergie, Ma$e e importanti produttori come Diplo, Mike WiLL Made It e Drumma Boy. L'album raggiunge la terza posizione della Billboard 200.
Il cantante, il 23 settembre 2014, collabora con Jessie J, nel nuovo singolo di quest'ultima intitolato Burnin Up.
Nel 2017 collabora con Young Thug, Wiz Khalifa e PnB Rock per la colonna sonora del film Fast & Furious 8 il brano Gang Up.

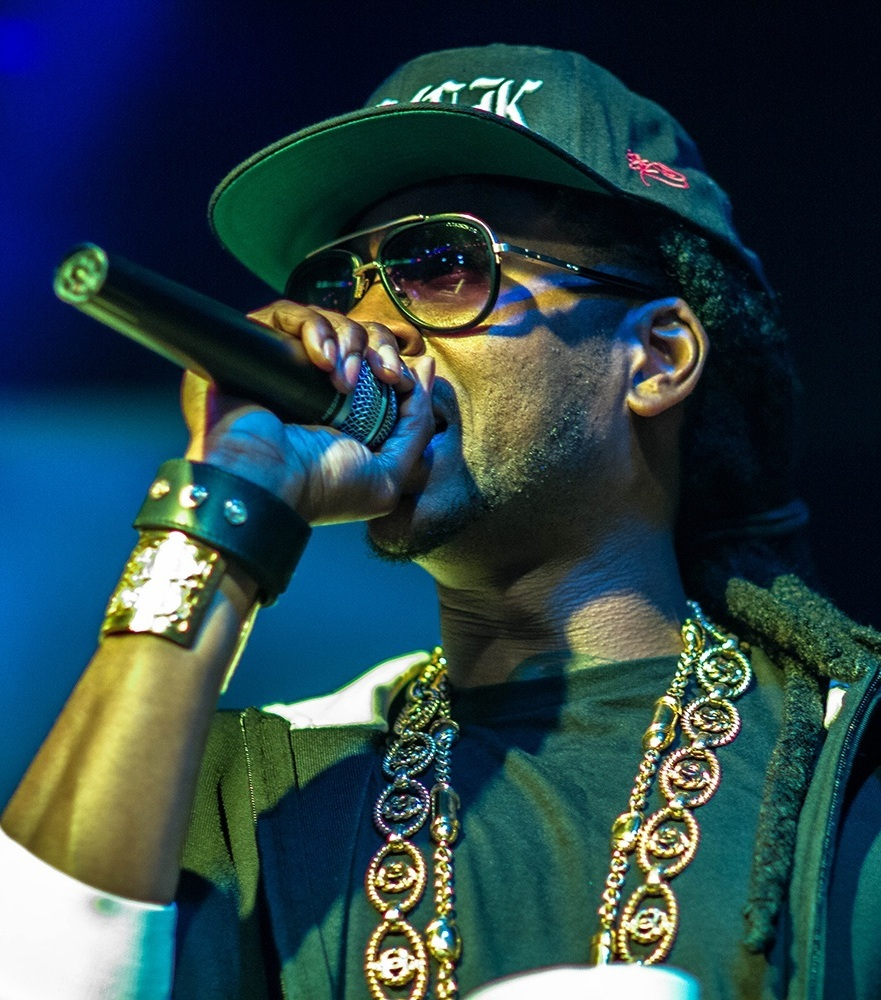
2 Chainz nel 2013

### Playaz Circle e Disturbing tha Peace (1997–2010)
Epps, nel 1997, ha formato il duo hip hop Playaz Circle (la parola "Playaz" sta per "Preparing Legal Assets for Years from A to Z") a College Park, Georgia, con il suo amico del liceo Earl Conyers (noto come Dolla Boy). Dopo l'uscita di un album indipendente intitolato ''United We Stand, United We Fall'' del 2002, il duo si è presentato al rapper Ludacris, quando si era trasferito nel loro complesso di appartamenti del College Park, mentre stava iniziando una carriera da DJ. Dopo aver preso interesse per i Playaz Circle, Ludacris ha iniziato a registrare alcune canzoni con il gruppo, alcune delle quali sono state riprodotte nella sua stazione radio.
Ludacris divenne ben presto uno dei rapper con maggior numero di vendite nel sud degli Stati Uniti. Dopo aver saputo la situazione del duo, Ludacris ha chiesto ad Epps se il loro duo si univa alla sua etichetta discografica Disturbing Tha Peace, una filiale della Def Jam Recordings. Epps ha accettato di firmare, anche se Conyers inizialmente non aveva aderito all'etichetta.
Il loro album di debutto Supply & Demand, è stato pubblicato il 30 ottobre 2007. Il primo singolo e il loro singolo di debutto fu "Duffle Bag Boy", ed è diventato ben presto una hit urbana unica. La canzone vede la partecipazione di Lil Wayne, ed è stato eseguito dal duo al BET Hip Hop Awards. Il duo ha pubblicato anche un secondo album in studio ''Flight 360: The Takeoff'', il 29 settembre 2009. Nel gennaio 2010, Playaz Circle ha girato un video musicale per il loro singolo "Big Dawg", con Lil Wayne e Birdman presso la Studio Space Atlanta. Poco dopo, Epps ha lasciato la Disturbing tha Peace, una mossa che ha sostenuto il rapper, al fine di avanzare con la sua carriera. Ludacris inizialmente pensava che Epps non avrebbe mai lasciato la sua etichetta discografica, anche se alla fine ha accettato la sua decisione.

### Cambio di nome eBased on a T.R.U. Story (2011–2012)
Nel corso della carriera di Epps, i critici e i fan hanno speculato sullo pseudonimo di "Tity Boi", perché era dispregiativo nei confronti delle donne, anche se ha ripetutamente negato tali accuse. All'inizio del 2011, Epps ha deciso di cambiare il suo nome d'arte per 2 Chainz, percependo che per lui era più "family friendly". Dopo il cambio del nome, Epps ha pubblicato un mixtape intitolato T.R.U. REALigion, che divenne il suo primo mixtape ad apparire nelle classifiche, l'album era al numero 58 della Billboard Top R & B / Hip-Hop Albums Chart. Dal momento che il mixtape aveva riscosso un gran successo, Epps ha fatto numerose apparizioni in tracce di rapper famosi come Kanye West ( "Mercy") e Nicki Minaj ( "Beez in the Trap").
In data 24 marzo 2012, Epps ha annunciato il suo album di debutto in studio, basato su T.R.U. Story (originariamente intitolato T.R.U. to My REALigion), impostato per essere pubblicato il 14 agosto 2012. Il primo singolo dell'album "No Lie", presenta la partecipazione del rapper canadese Drake, ed è stato rilasciato l'8 maggio 2012.  L'11 maggio, si stava speculando che Epps aveva firmato per la stessa etichetta di Kanye West, dopo un tweet rilasciato da quest'ultimo: "2 Chainz è in carica, è bravo !!!!!". Tuttavia, in seguito Epps ha negato quelle voci, dicendo che gli ha solo detto che è bravo. Il 30 maggio 2012, la cantante Ciara ha rivelato che il primo singolo del suo quinto album sarà " Sweat " che vede appunto la partecipazione dei due.

## Guest star televisive

### Televisione
- Law & Order - Unità vittime speciali (Law & Order: Special Victims Unit) - serie TV, episodio 14x22 (2013)

Nell'occasione, è stato doppiato in italiano da Giuliano Bonetto.

## Vita privata

### Famiglia
Epps ha due figlie, Heaven (Paradiso) e Harmony (Armonia). Il 14 ottobre 2015, 2 Chainz ha accolto il suo terzo figlio, un bambino di nome Halo.

## Questioni legali

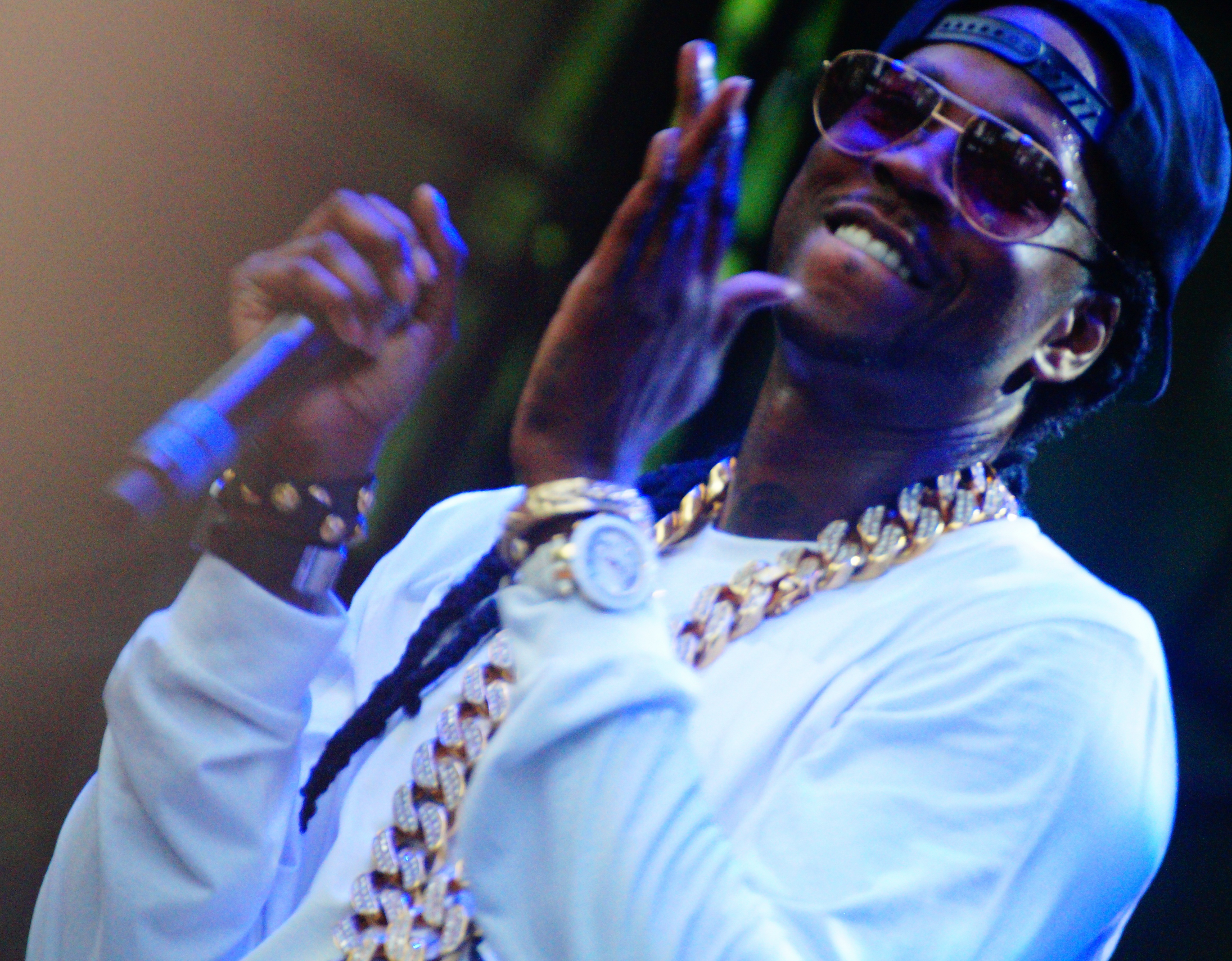
2 Chainz nel 2014

All'età di 15 anni, Epps è stato arrestato per possesso di cocaina. Il 14 febbraio 2013 è stato arrestato nel Maryland in rotta per un concerto all' UMES (University of Maryland Eastern Shore) per possesso di marijuana, anche se poi è stato rilasciato.
L'11 giugno 2013 è stato arrestato mentre era a bordo di un aereo in partenza all'aeroporto di Los Angeles per possesso di una sostanza rintracciata, poco dopo gli agenti della TSA (Transportation Security Administration) hanno scoperto che il suo bagaglio registrato conteneva marijuana e prometazina. Il rapper è stato trattenuto con l'accusa di possesso di droga. Più tardi ha dovuto pagare una multa di 10000 $, e poi è stato rilasciato. È dovuto tornare in tribunale il 21 giugno 2013 perché due giorni prima aveva fatto una rapina a mano armata al di fuori di un dispensario di marijuana medica a San Francisco.
Poco prima di mezzanotte del 21 agosto 2013, Epps è stato fermato su un bus di Oklahoma City, Oklahoma, perché i fanali posteriori laterali del passeggero erano fuori. L'ufficiale d'arresto ha riferito che aveva un odore di marijuana e ha visto che il fumo usciva dalla porta aperta del bus. L'autista del bus chiuse la porta e disse agli ufficiali che non erano autorizzati ad aprire la porta. L'ufficiale rispose allora che l'odore della marijuana gli stava dando un valido motivo per controllare, ma il conducente insistete rifiutando di aprire la porta. Dopo molti tentativi di entrare, l'autobus è stato rimorchiato con degli uomini ancora a bordo al centro di addestramento di polizia, sempre a Oklahoma City. Gli ufficiali hanno ottenuto un mandato di perquisizione e i 10 uomini, tra cui Epps, sono scesi dall'autobus. La polizia ha scoperto due pistole semi-automatiche e un fucile a pompa calibro 12, insieme ad alcuni antidolorifici e residui di marijuana.

## Iniziative imprenditoriali
Nel mese di ottobre 2016, ha aperto una linea di felpe chiamata CEO Millionaires o Create Every Opportunity Millionaires. Ha anche una sua linea di maglioni chiamata "Dabbing Sweaters".

## Discografia

### Album in studio

#### Solisti
- 2012 - Based on a T.R.U. Story
- 2013 - B.O.A.T.S. II: Me Time
- 2016 - ColleGrove
- 2017 - Pretty Girls Like Trap Music
- 2019 - Rap or Go to the League
- 2020 - So Help Me God!
- 2022 - Dope Don't Sell Itself

#### In collaborazione
- 2007 - Supply & Demand (con Dolla Boy come Playaz Circle)
- 2009 - Flight 360: The Takeoff (con Dolla Boy come Playaz Circle)
- 2020 - No Face No Case (con The Real University)
- 2023 - Welcome 2 Collegrove (with Lil Wayne)

### Mixtape
- 2007 - Me Against the World
- 2009 - All Ice on Me
- 2009 - Trap-A-Velli
- 2010 - Me Against the World 2: Codeine Withdrawal
- 2010 - Trap-A-Velli 2: (The Residue)
- 2011 - Codeine Cowboy (A 2 Chainz Collective)
- 2011 - T.R.U. REALigion
- 2015 - T.R.U. Jack City (con The Real University)
- 2015 - Trap-A-Velli Tre
- 2016 - Daniel Son; Necklace Don

### EP
- 2014 - FreeBase
- 2016 - Felt Like Cappin
- 2016 - Hibachi for Lunch
- 2018 - The Play Don't Care Who Makes It
- 2022 - Million Dollars Worth of Game

### Collaborazioni
- 2018 - Accelerate (con Christina Aguilera e Ty Dolla Sign)